# Convolvulus siculus
Convolvulus siculus — вид рослин родини берізкові (Convolvulaceae). лат. siculus — «Сицилія».

## Опис
Невелика однорічна повзуча запушена трава. Стебла (4)8–80(100) × 0,25 см, прості або слабо розгалужені. Має дрібні квіти (довжиною 7–12 мм) блакитні лійкоподібні, п'ять пелюсток. Листки цільні, яйцеподібні. Період цвітіння триває з березня по травень. Капсула (4)4,2–6 × (3)3,5–5(6) мм з 4 насінням. Насіння 2,5–3 × 2–2,5 мм, горбкувате, темно-коричневого або чорного кольору.

## Поширення
Населяє Макаронезію (Мадейра і Канарські острови) і Середземномор'я (відсутній в Югославії, Болгарії, Албанії та Синайському півострові). Росте в ксерофітних спільнотах, часто недалеко від узбережжя. Населяє луки, поля, потоки і нижні частини скелястих вапнякових скель; 20-1700 м.